# John Andretti
John Andretti (ur. 12 marca 1963 roku w Bethlehem, zm. 30 stycznia 2020) – amerykański kierowca wyścigowy.

## Kariera
Andretti rozpoczął karierę w międzynarodowych wyścigach samochodowych w 1983 roku od startów w USAC National Midget Series oraz w Amerykańskiej Formule Super Vee. W Super Vee z dorobkiem siedmiu punktów uplasował się na 32 pozycji w klasyfikacji generalnej. W późniejszych latach Amerykanin pojawiał się także w stawce IMSA Camel GT Championship, Can-Am, IMSA Camel GTP Championship, USAC National Sprint Car Series, USAC National Silver Crown, 10th Annual Belleville Midget Nationals, Champ Car, Asia-Pacific Touring Car Championship, 24-godzinnego wyścigu Le Mans, Tooheys 1000, World Sports-Prototype Championship, SAT 1 Supercup, World Cup Formula 3000 - Moosehead GP, NASCAR Winston Cup, NASCAR Busch Series, NASCAR Truck Series, NASCAR Nextel Cup, 24-godzinnego wyścigu Daytona, Indianapolis 500, Indy Car, NASCAR Craftsman Truck Series, NASCAR Sprint Cup Series, Grand American Rolex Series oraz NASCAR Budweiser Shootout.